# Norvégia autópályái
Ez a lap Norvégia főútjait tartalmazza, amelyek autópályaszakasszal is rendelkeznek.

## Utak
| Név | Jele | Érintett városok |
| --- | ---- | --- |
| E6  |      | Svédország – Svinesundbru – Skjeberg – Sarpsborg – Råde – Moss – Drøbak – Ski (E18) – Oslo – Lørenskog – Lillestrøm – Kløfta – Jessheim – Eidsvoll – Stange – Hamar – Moelv – Biri – Lillehammer – Øyer – Støren – Haga bru – Røde – Trondheim-körgyűrű – Hommelvik – Trondheimi repülőtér – Stjørdal – Dullum – Skogn – Levanger – Mule |
| E16 |      | E18 – Sandvika – Bekkestua – Lommedalen – Sylling – Hønefoss – Lærdal – Gudvangen – Sivle – Bolstadøyri – Garnes – Breistein – Bergen – E39 |
| E18 |      | Ski (E6) – Oslo-Sør – Oslo-Vest – Sandvika (E16) – Drammen – Holmestrand – Stokke – Sandefjord – Larvik – Solum – Langangen – Brevi – Dordal – Kil – Gryting – Brate – Songe – Tvedestrand – Langum – Grimstad |
| E39 |      | Rosseland – Søgne – Holmen – Habet – Sandnes – Stavanger – Bergen – Breistein (E16) |